# Spoorlijn Zvolen – Diviaky
De spoorlijn Zvolen – Diviaky (lijnnummer 171) is een spoorlijn in Slowakije, die Zvolen en Diviaky verbindt, via Kremnica en Hronská Dúbrava.

## Geschiedenis

Netkaart van de Slowaakse Spoorwegen (ŽSR).

De lijn Zvolen - Kremnica - Diviaky maakte aanvankelijk deel uit van de Hongaarse Noordelijke Spoorweg: Boedapest - Salgótarján (Hongarije) - Lučenec - Zvolen - Vrútky. In Vrútky was er een verbinding naar Tsjechië met de Košice-Bohumín Spoorweg.
Overwegingen om Zvolen te verbinden met de Košice-Bohumín Spoorweg via een ander traject, met name via Ružomberok of via Harmanec (spoorlijn 170), konden in eerste instantie niet verwezenlijkt worden wegens de hoge aanlegkosten op het terrein, en bijgevolg werd er destijds gekozen voor onderhavige variant (lijn 171) via Kremnica.
Laatstgenoemde lijn was ten tijde van de aanleg de belangrijkste verbinding tussen Zvolen en Vrútky en bijgevolg was de dienst "Verkeersleiding" destijds op deze lijn gevestigd, maar na de indienststelling van de nieuwe verbinding Banská Bystrica – Dolná Štubňa (lijn 170) in december 1940, verhuisde de Verkeersleiding naar lijn 170 (Zvolen – Vrútky).

### Bouw
De aanleg van de 35 kilometer lange spoorlijn Zvolen – Kremnica – Diviaky was moeilijk ingevolge het hoogteverschil, dat varieerde van 260,62 meter boven de zeespiegel, tot 773 meter.
Om deze hoogteverschillen te overbruggen was de bouw van een aantal sleuven, taluds en tunnels onontbeerlijk.
De werkzaamheden begonnen in mei 1870.
Op het traject van Zvolen naar het station Dolná Štubňa werden 10 tunnels met een totale lengte van 2.670 meter gebouwd en tijdens het interbellum werden er nog twee bijgebouwd. Daardoor vergrootte de totale lengte tot de actuele 3.185 meter.

### Tunnels

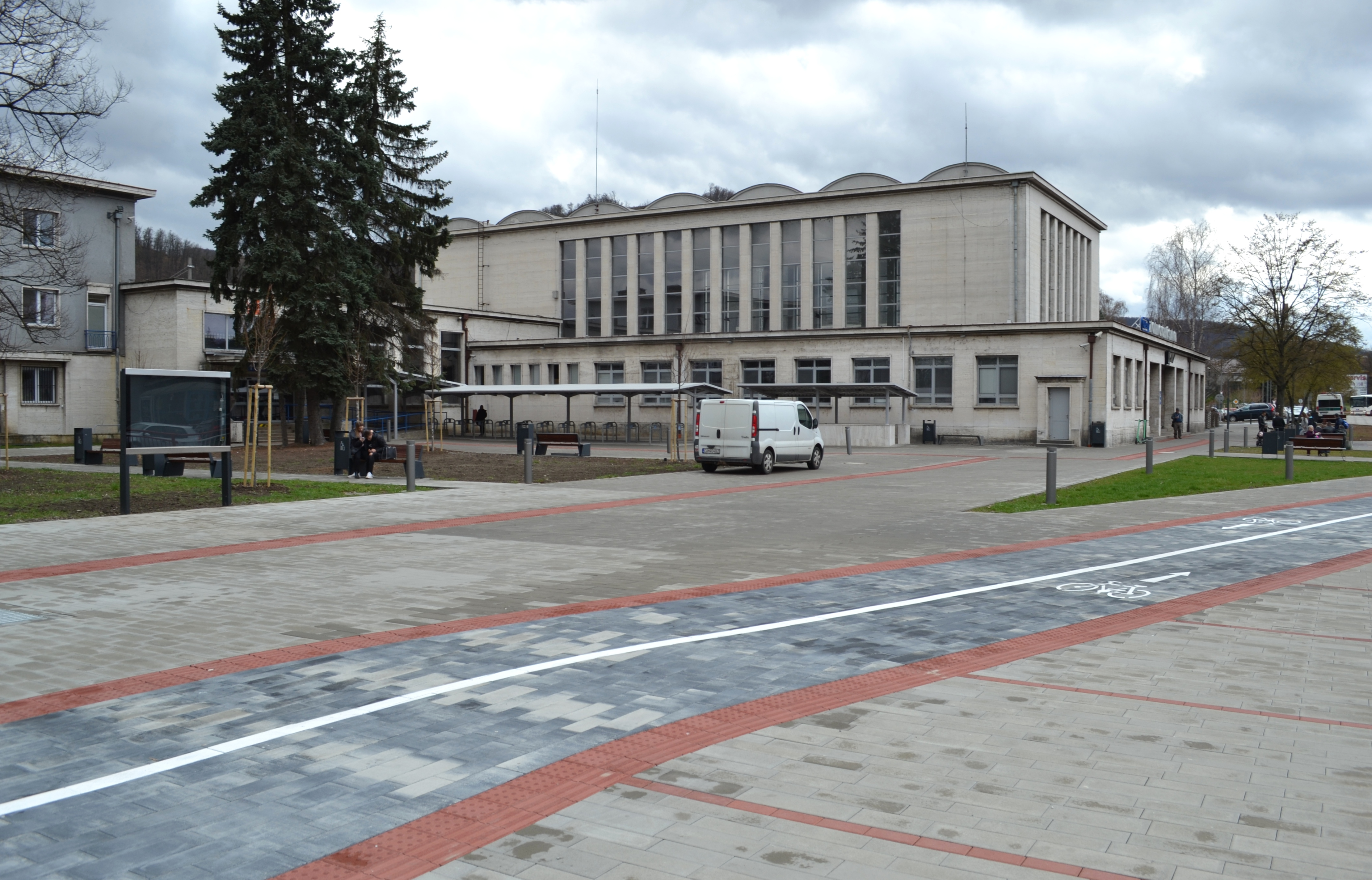
Station Zvolen

| - Pitelová (374 m) - Veľká Skalka (213 m) - Malá Skalka (79,5 m) - Skalica (73 m) - Kečka (334 m) - Bartoška (106 m) | - Hrenca I (487 m) - Hrenca II (129 m) - Sohler (659 m) - Kremnický (122 m) - Blaufus (531 m) - Turček (37 m) |

### Indienststelling
Ruim twee jaar na de aanvang van de bouwwerken werd de lijn in gebruik genomen: op 12 augustus 1872. De eerste passagierstrein vertrok op die dag om 01.18 uur uit Vrútok  (Noord-Macedonië) en arriveerde om 12.51 uur in de Hongaarse hoofdstad Boedapest.
Een gemengde trein (passagiers- en goederenwagons) had Boedapest enkele uren eerder verlaten, op 11 augustus om 23.00 uur. Hij reed in de tegenovergestelde richting en kwam de volgende dag in Vrútok aan, om 15.05 uur.

## Route
De lijn begint bij het station van Zvolen en loopt door de Hron-vallei naar Hronská Dúbrava, waar ze begint te klimmen langs de zuidelijke hellingen van de Kremnické-heuvels.
Bij Šášovský Podhradí bereikt ze de vallei van de waterloop: Kremnický potok en leidt verder naar Kremnica.
Vanaf Kremnica klimt de route naar Kremnické Bane, waar het hoogste punt op 773 m boven de zeespiegel wordt bereikt. Dan daalt de lijn rondom het dorp Turček (okres Turčianske Teplice) en sluit bij Horná Štubňa aan op de spoorlijn 154 (Hronská Dúbrava – Banská Štiavnica) naar Banská Bystrica.

## Stations en haltes

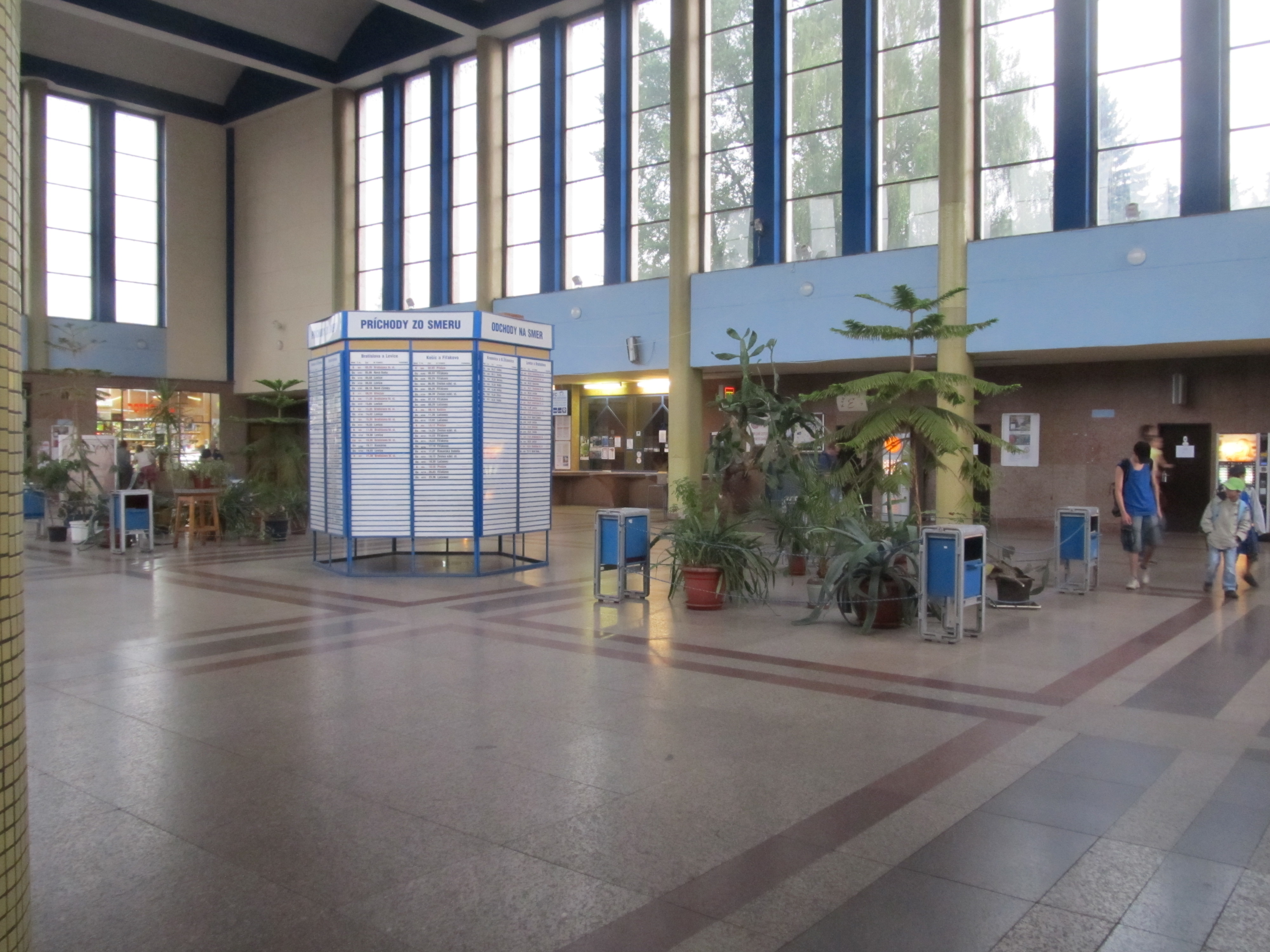
Station Zvolen (interieur)

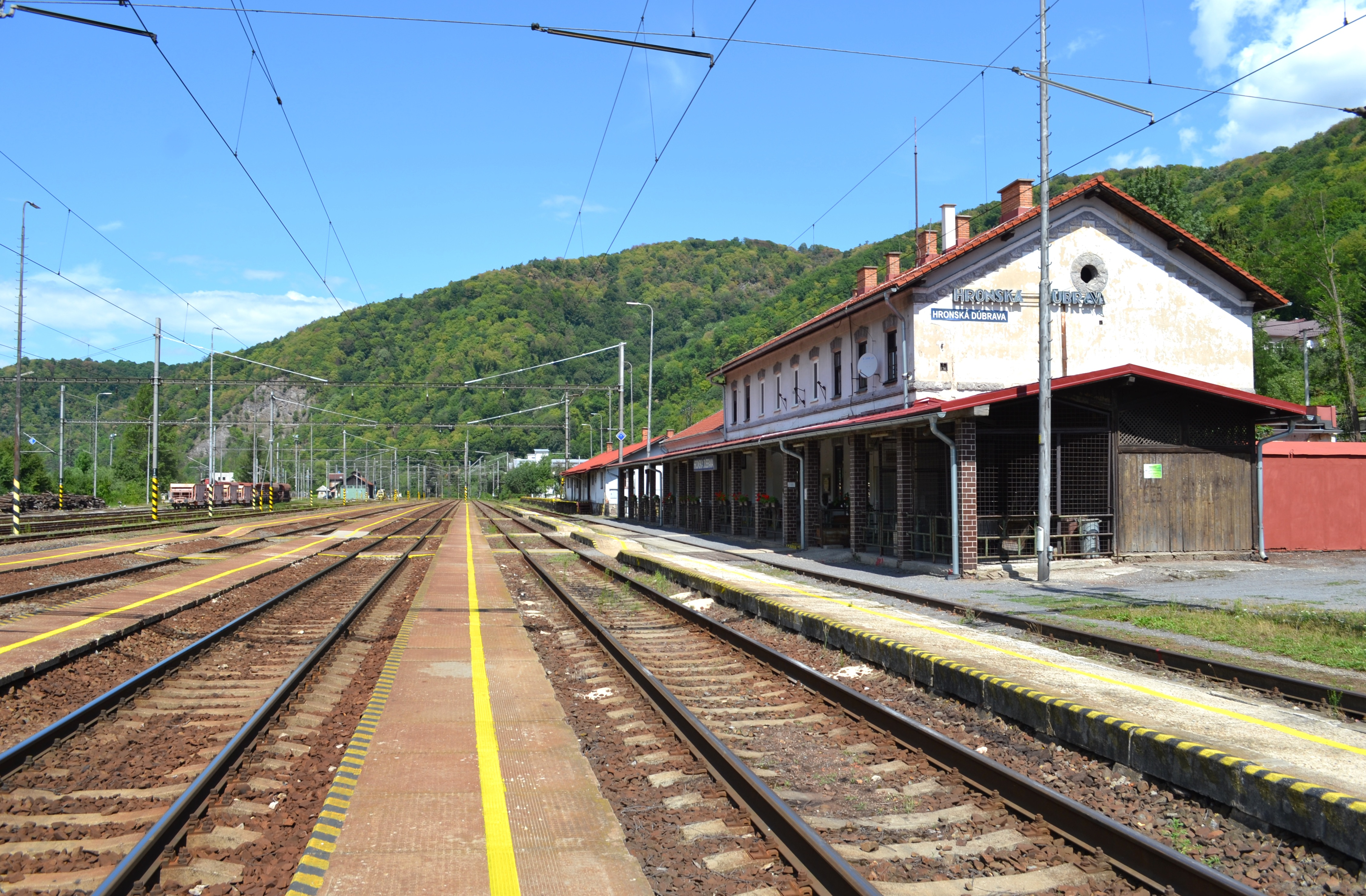
Station Hronská Dúbrava

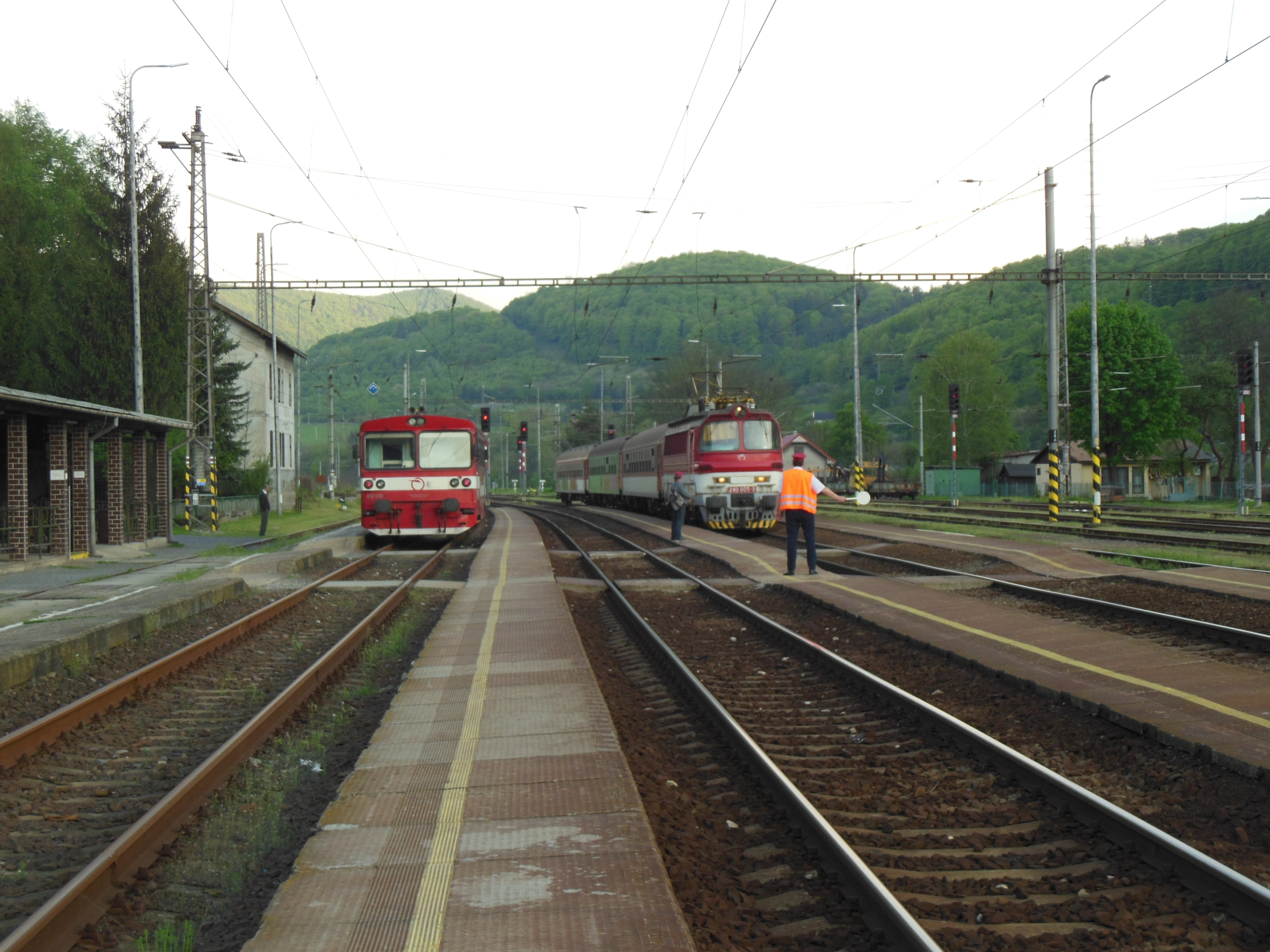
Station Hronská Dúbrava

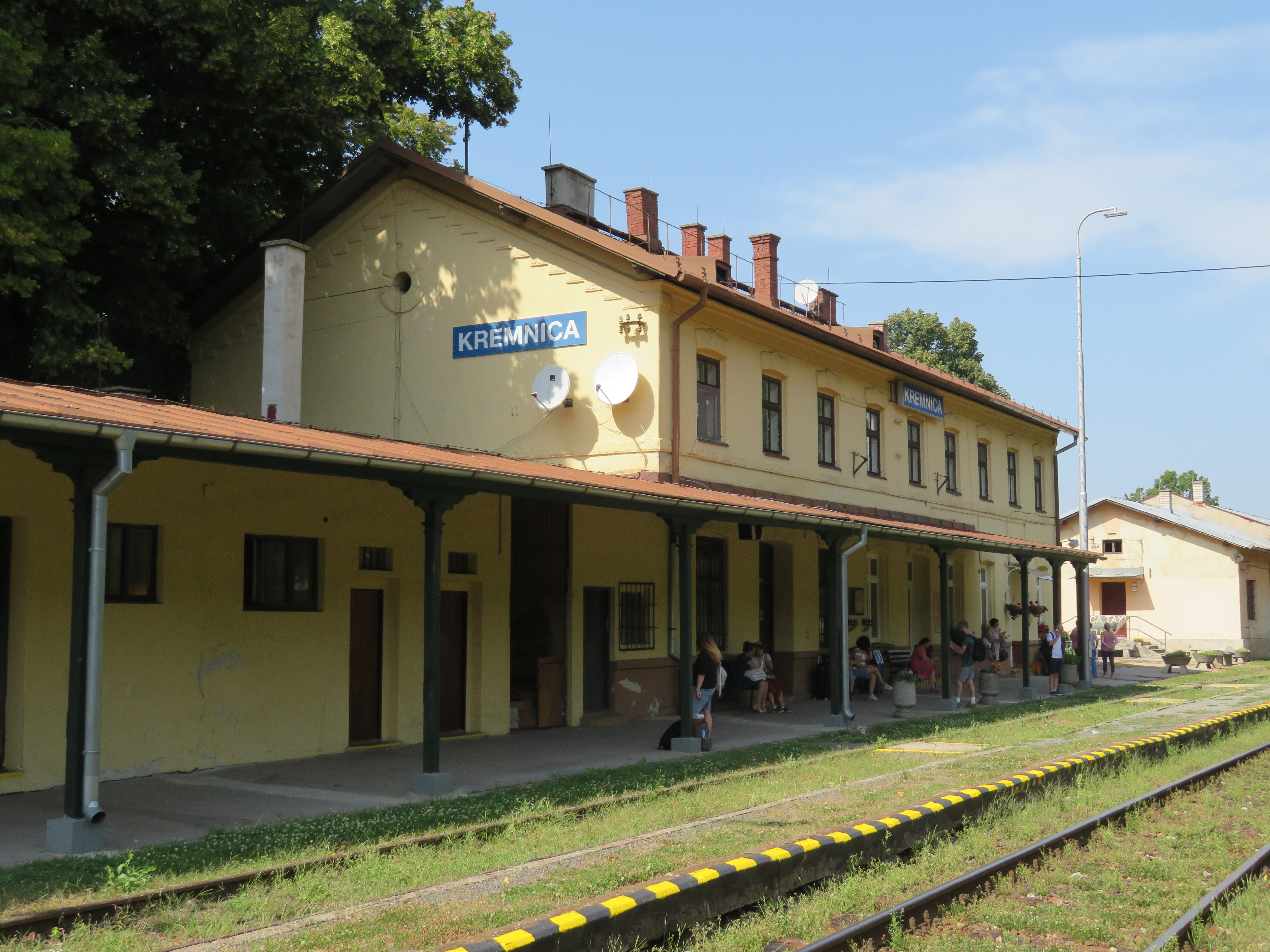
Station Kremnica

| Afstandspunt | Station (s) / halte           | Opmerkingen |
| ------------ | ----------------------------- | --- |
| 215,82       | Zvolen - osobná stanica (s)   | vertakking naar: • lijn 150 (Zvolen – Nové Zámky) • lijn 153 (Zvolen – Čata) • lijn 160 (Zvolen – Košice) • lijn 170 (Zvolen – Vrútky)                                          |
|              |                               | rivier: Hron |
| 226,87       | Hronská Dúbrava (s)           | vertakking naar: • lijn 150 (Zvolen – Nové Zámky) • lijn 154 (Hronská Dúbrava – Banská Štiavnica) • einde van het dubbelspoor • einde van de elektrische tractie 25 kV 50 Hz AC |
| 230,58       | Trnavá Hora                   | |
|              |                               | tunnel: • Pitelová (374 m) • Veľká Skalka (213 m) • Malá Skalka (79,5 m) • Skalica (73 m) • Kečka (334 m)                                                                       |
| 241,66       | Bartošova Lehôtka (s)         | |
| 243,80       | Jastrabá                      | |
|              |                               | tunnel: • Hrenca I (487 m) • Hrenca II (129 m) |
| 253,06       | Kremnica (s)                  | |
|              |                               | tunnel: • Sohler (658,2 m) + galerij (49,6 m) • Kremnický (122 m) • Blaufus (531 m)                                                                                             |
| 262,52       | Kremnické Bane (s)            | |
|              |                               | • tunnel: Turček (37 m) • onderbrugging aan de waterloop: Turiec |
| 267,75       | Turček                        | |
| 273,13       | Horná Štubňa (s)              | vertakking naar lijn 145 (Prievidza – Horná Štubňa) |
| 276,85       | Horná Štubňa zastávka (halte) | |
|              |                               | vertakking naar lijn 170 (Zvolen – Vrútky) |
|              | Turčianske Teplice            | |
|              | Diviaky (s)                   | naar Vrútky (± 26 km) |